# KLID
Professionelle Linux-interessenter i Danmark kaldet KLID er en Linux-brugergruppe for professionelle Linux-brugere og erhvervsvirksomheder.
KLID blev stiftet 9. marts 1999 på initiativ af Claus Sørensen som et kommercielt alternativ til de andre danske GNU/Linux-brugergrupper. Niels Svennekjær overtog formandsposten i sommeren 2001 efter at Claus Sørensen trak sig. Keld Simonsen overtog formandsposten i 2008.
KLID står gennem Gruppen for Lokalisering af Frit Programmel til Dansk populært kaldet Dansk Gruppen  for oversættelse af en lang række fri software til dansk herunder GNU, GNOME og KDE.
KLID er også dansk filspejl for en række Linux-distributioner eksempelvis Ubuntu, Mandriva Linux, SuSE og Fedora.

## Eksterne henvisning
- KLID's hjemmeside